# Hartlaubmöwe

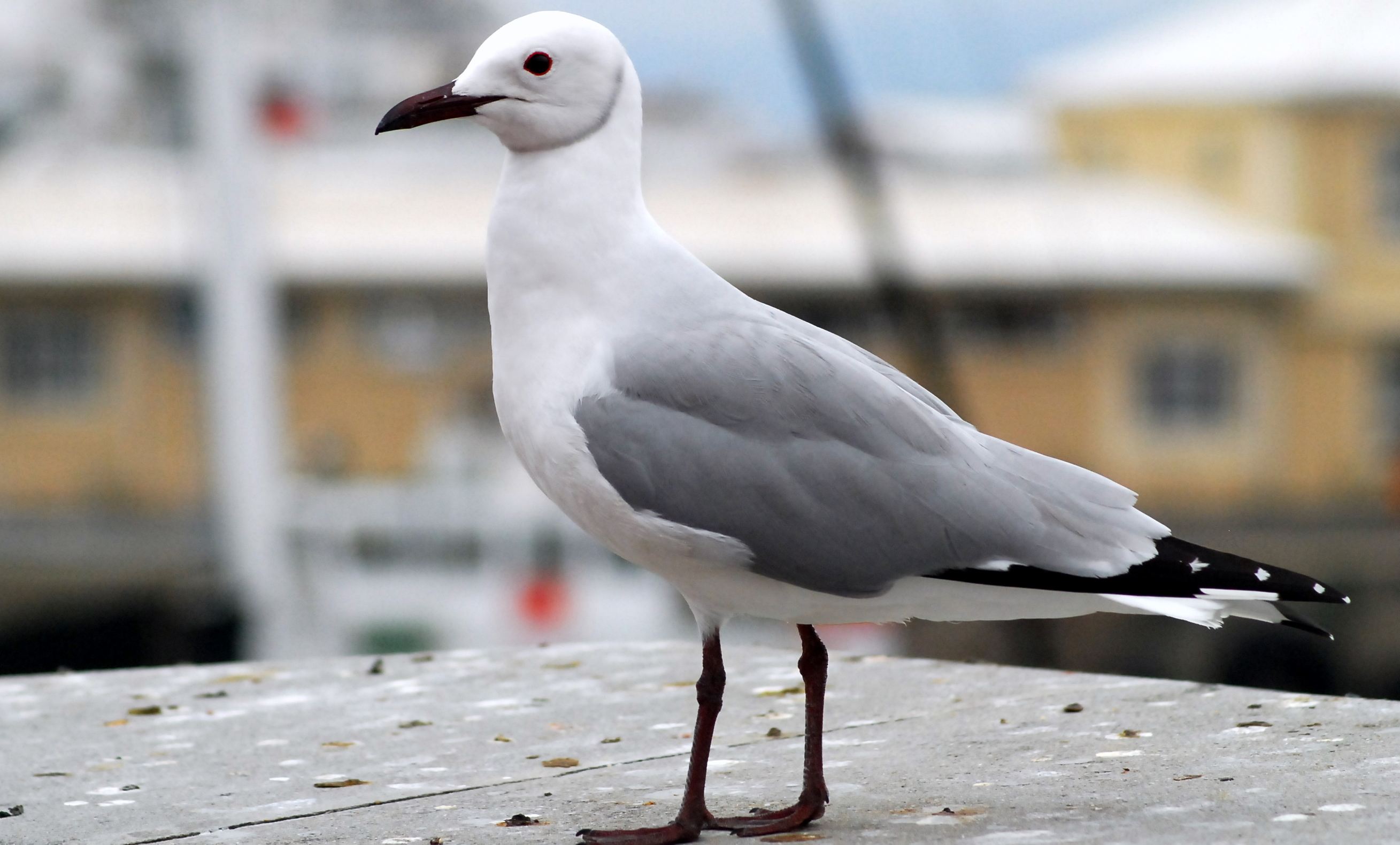
Hartlaubmöwe im Brutkleid

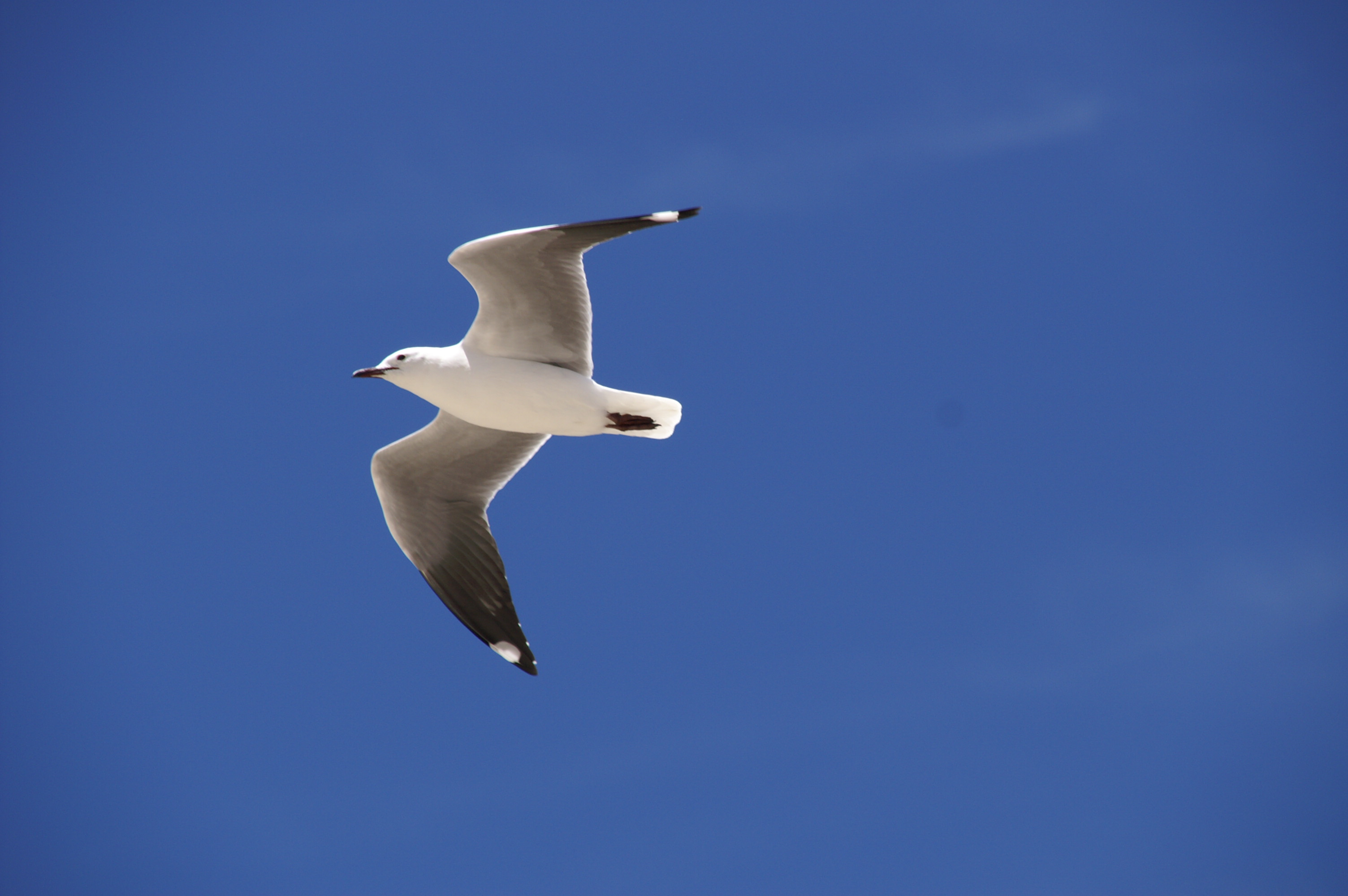
Fliegende Hartlaubmöwe mit erkennbarem Handschwingenmuster

Die Hartlaubmöwe (Chroicocephalus hartlaubii, Syn.: Larus hartlaubii) ist eine mittelgroße Möwenart, die an der Westküste des südlichen Afrikas vorkommt. Die monotypische Art wurde früher als Unterart der Silberkopfmöwe angesehen. Heute wird angenommen, dass sie mit den beiden Arten Silberkopfmöwe und Rotschnabelmöwe eine Superspecies bildet. Sie wurde zu Ehren des Zoologen Gustav Hartlaub benannt, der selbst mehrere Regenpfeiferartige beschrieb.

## Beschreibung
Die Hartlaubmöwe ist mit 37–39 cm Körperlänge und einer Flügelspannweite von 89–92 cm geringfügig kleiner als eine Lachmöwe. Das Gewicht liegt bei 235–340 g. Die Geschlechter unterscheiden sich nicht.
Kopf, Hals, Unterseite, Bürzel und Schwanz sind bei adulten Vögeln weiß, die Oberseite ist grau. Bisweilen ist im Brutkleid eine zartgraue Kopfkappe angedeutet und nach unten hin etwas deutlicher grau begrenzt, ähnlich der Kopfzeichnung der Graukopfmöwe. Im Schlichtkleid ist der Kopf bei adulten Vögeln rein weiß. Schnabel, Beine und Füße sind dunkel rot, die Iris ist braun. Das Handschwingenmuster ähnelt dem der Graukopfmöwe mit weißem, vorderem Handflügel und weißen Basen der Handschwingen, die sich bogenförmig zur schwarzen Flügelspitze hin abgrenzen. Das Schwarz der Flügelspitze läuft zum Armflügel hin aus. Auf den äußeren, sonst größtenteils schwarzen Handschwingen finden sich weiße Subterminalfelder, die einen auffälligen Spiegel bilden.
Bei juvenilen Vögeln ist der Kopf im Unterschied zu anderen Chroicocephalus-Arten rein weiß ohne Ohrfleck oder andere Markierungen. Auf Rücken und Oberflügeln zeigen sich braune Partien.

## Verbreitung und Bestand
Die Brutverbreitung der Hartlaubmöwe erstreckt sich entlang der südwestafrikanischen Küste vom mittleren Namibia bei Swakopmund bis in den Südwesten der südafrikanischen Provinz Westkap auf Höhe von Dyer Island, nach neueren Angaben bis Port Elizabeth.
Der Gesamtbestand wird auf 31.000 Individuen oder 12.000 bis 15.300 Brutpaare geschätzt, was auf Zählungen in 31 Kolonien basiert, die einen Bestand von 12.000 Paaren ergaben. In Namibia ist der Bestand, der etwa 1600 Paare umfasst, rückläufig, in Südafrika, wo im Westkap etwa 13.700 Paare brüten, zunehmend. 28 % des Bestands sind hier auf Robben Island zu finden. Hauptgefährdung der Art ist ein geringer Bruterfolg, der zum einen auf menschliche und klimatische Einflüsse, zum anderen auf natürliche Prädatoren wie Dominikanermöwen, Heilige Ibisse und Kuhreiher zurückzuführen ist. Zudem werden häufig brütende Paare von Eilseeschwalben vertrieben. Bei Nachgelegen ist der Bruterfolg noch weitaus niedriger. Auch eingeführte Raubsäuger auf küstennahen Inseln können eine Bedrohung darstellen. In Kolonien in der Nähe von Flughäfen werden oft Gelege mutwillig zerstört oder Vögel abgeschossen, um die Gefahr von Vogelschlag zu minimieren.

## Wanderungen
Die Hartlaubmöwe ist ein Standvogel, bei dem lediglich Dismigrationen entlang der südwestafrikanischen Küste im Bereich der Brutverbreitung zu beobachten sind. Einzelne Exemplare gelangen recht weit nach Norden oder bis an die südafrikanische Ostküste.

## Nahrung
Die Hartlaubmöwe ernährt sich von wirbellosen Meerestieren, kleinen Fischen, Würmern, Insekten sowie Fischerei- und anderen Abfällen. Sie fängt ihre Nahrung durch Stoßtauchen, aus dem Schwimmen oder aus dem Flug heraus. Bisweilen ist sie auf umgepflügten Äckern bei der Nahrungssuche zu finden.

## Fortpflanzung
Die Hartlaubmöwe brütet auf flachen, natürlichen oder künstlichen Inseln, Deichen in Kläranlagen und Salinen oder auf Gebäuden. Sie nistet in Kolonien von 10–1000 Paaren und einem Nestabstand von 1–2 m. Bisweilen liegen diese in der Nähe von Kolonien der Eilseeschwalbe, von denen die Möwen dann nicht selten noch während des Brütens vertrieben werden. Über die Brutzeit gibt es widersprüchliche Angaben. Manchmal wird als Zeitraum Februar oder April bis September angegeben, als Höhepunkt April bis Juni. Nach anderen Angaben liegt die Brutzeit im Norden im November, im Süden im Januar. In Swakopmund wurden ganzjährig brütende Paare festgestellt.
Das Nest wird auf unbewachsenem oder schütter bewachsenem Boden, manchmal auf Dächern, selten auch bis zu 50 cm hoch in Sträuchern errichtet. Es besteht aus einer Mulde, die unterschiedlich stark mit Pflanzenmaterial ausgelegt wird. Das Gelege umfasst für gewöhnlich 1–3, seltener bis zu 5 Eier. Die Brutzeit beträgt etwa 25 Tage, die Jungen werden nach 40 Tagen flügge.